# Clelia errabunda
Clelia errabunda là một loài rắn trong họ Rắn nước. Loài này được Underwood miêu tả khoa học đầu tiên năm 1993.